# Dmitri Pletniov
Dmitri Dmítrievich Pletniov (en ruso: Дмитрий Дмитриевич Плетнёв) nació en 1871 en el pueblo de Moskovski Bóbrik en la Óblast de Sumy, y fue ejecutado en 1941. Fue un destacado cardiólogo e investigador, al que se atribuye las bases e impulso de la cardiología soviética.

## Biografía
En muchas biografías consta la fecha errónea de haber nacido en Moskovski Bóbrik de la Óblast de Sumy en 1872 o 1873.
Finalizó sus estudios en la Universidad de Moscú en 1896. En 1906, realizó un trabajo de investigación sobre las arritmias cardiacas, y en 1907, es profesor adjunto del departamento de patologías y terapias especiales. 
Coincide ideológicamente con el Partido Democrático Constitucional, firmando junto a un grupo de profesores una protesta en 1911 contra la violación de los derechos de los universitarios, dirigidas en ese momento al ministro de educación zarista L. A. Kassó (Л. А. Кассо).
Entre 1917 y 1929, ejerce en la Universidad de Moscú, primero en la Facultad de Medicina, y luego en el hospital universitario. Durante su vida estableció nuevos centros médicos.
En 1933, fue premiado por sus trabajos científicos.

## Contribución científica
Dejó numerosas publicaciones científicas, y aparte de ser uno de los fundadores de la cardiología en la URSS, dejó un gran legado en el estudio de las enfermedades infecciosas, los problemas psicosomáticos y para la historia y metodología científica de la medicina.

## Detención
Es detenido con relación al exjefe del Ministerio de Interior Génrij Yagoda. Entre otros cargos, se le imputó la colaboración en el asesinato de Maksim Gorki y su hijo, junto con el secretario de M. Gorki Piotr Kriuchkov (miembro del OGPU), los médicos Lev Levin e Ignati Kazakov.

## Juicio
Es juzgado en el denominado Juicio de los Veintiuno dentro de la Gran Purga de Stalin. Los principales acusados son, aparte de Génrij Yagoda, los dirigentes bolcheviques Alekséi Rýkov, Nikolái Bujarin, Nikolái Krestinski y Christian Rakovski.
En dicho proceso, llevado a cabo por el Colegio Militar de la Corte Suprema de la URSS entre el 2 y 13 de marzo de 1938, solo se les permitió a los tres médicos tener abogado defensor, siendo Pletniov defendido por el colegiado de Moscú N. V. Kommodov (Н. В. Коммодов). Los restantes acusados, tanto en la instrucción como en la vista judicial, renunciaron a su defensa, afirmando que sería llevada a cabo por ellos mismos.
El cargo principal contra los médicos, era el asesinato del escritor Maksim Gorki y su hijo, Maksim Peshkov, del cual se reconocieron culpables, motivando sus actos como debidos a las amenazas directas sobre ellos y sus familias por parte de Génrij Yagoda, incluso afirmando que amaba a la mujer del hijo de Maksim Gorki, hecho corroborado por el propio Yagoda en sesión a puerta cerrada.
El testimonio de los médicos, incluidos, sirvieron de prueba para la acusación de haber acelerado la muerte de Vyacheslav Menzhinski.

## Sentencia
La sentencia de 13 de marzo de 1938, establece que Dmitri Pletniov, “toda vez que no asume una participación activa en el asesinato de Valerián Kúibyshev y Máximo Gorki, aunque contribuyó a ese crimen”, es condenado a 25 años de reclusión. Fue uno de los tres acusados que evitaron la condena de morir fusilado, junto a Christian Rakovski y Serguéi Bessónov.
Para los tres, sin embargo, solo fue posponer la ejecución. Pletniov, Rakovski y Bessónov fueron fusilados el 11 de septiembre de 1941 en el bosque de Medvédev, en las cercanías de Oriol, junto con otros 154 prisioneros políticos, con ocasión de la aproximación de las tropas hitlerianas.
Fue rehabilitado póstumamente.